# Begga

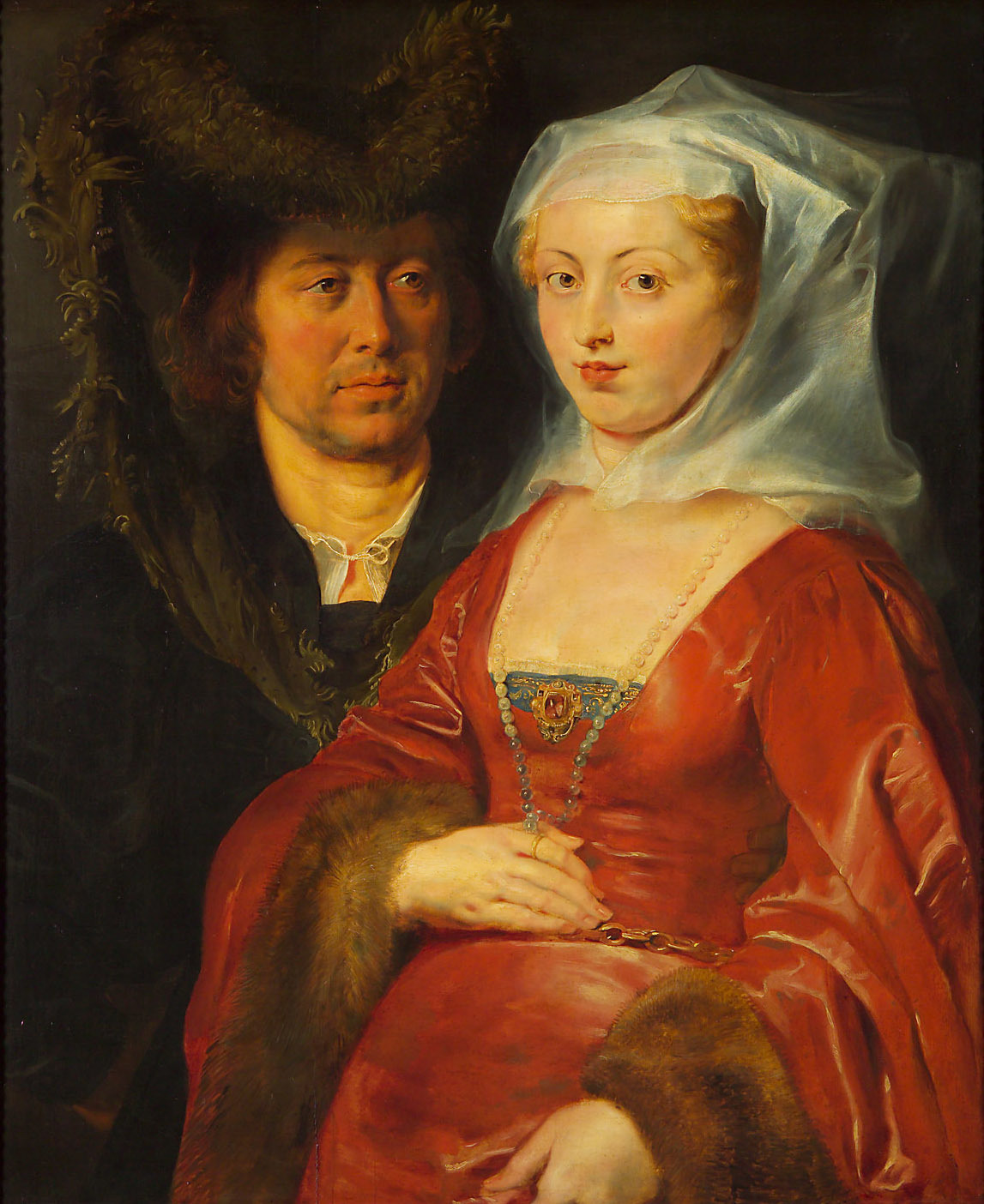
Ansegisus und St. Bega, Gemälde von Peter Paul Rubens, um 1612/1615

Die heilige Begga von Heristal (Herstal), von Landen, von Andenne, von Brabant, von Metz und von Austrasien (* um 620; † 17. Dezember 692, 693 oder 695) war die Tochter des fränkischen Hausmeiers Pippins des Älteren und der Itta oder Iduberga. Sie war die Großmutter von Karl Martell, dem Großvater Karls des Großen.
Sie heiratete Ansegisel von Metz-Austrasien, den Sohn des Bischofs Arnulf von Metz aus der Familie der Arnulfinger, und verstärkte damit die bislang schon bestehende Allianz zwischen den beiden Familien. Ihr Sohn war der spätere Hausmeier Pippin der Mittlere, der Macht und Besitz der Arnulfinger und Pippiniden vereinigen konnte.
Begga gründete 690/91, also kurz vor ihrem Tod, das Kloster Andenne an der Maas zwischen Namur und Lüttich. Beerdigt wurde sie in Andenne.

## Nachkommen
- Pippin 635–714 (Hausmeier)
- Grippo ???–719 (Bischof von Rouen, Abstammung höchst unsicher)
- Chrodechild 650–692 (Ehefrau von Theuderich III., Abstammung unsicher)

## Gedenktage
Ihr Gedenktag als Heilige der römisch-katholischen Kirche ist am 17. Dezember. Das Gedenken an die Übertragung ihrer Reliquien findet am 7. Juli statt.

## Patrozinien
- Begijnhofkerk toegewijd aan Sint-Jan Evangelist en Heilige Begga, siehe Beginenhofkirche Hoogstraten.

## Name
Begga – auch Bega oder Beggue – ist ein weiblicher Vorname, der auch in der Verkleinerungsform „Beggule“ existiert. Die männliche Entsprechung ist „Beggo“ (Bego/Begue). Bei dem Namen könnte es sich um eine Abkürzung von Berchtegundis handeln.